# Мета-
Мета- (від грец. μετά , meta-, що означає «після» або «поза межами») є префіксом, що означає «більш всебічний» або «перевищення, перебування поза обмеженнями». Прийменник μετά має значення «слідом за», «після», «з-поміж», «разом з», «убік», «через».
У сучасній номенклатурі мета- також може служити префіксом, що означає самореференцію, як галузь дослідження чи діяльності (метатеорія: теорія про теорію; метаматематика: математичні теорії про математику; мета-аксіоматика або мета-аксіоматичність: аксіоми про аксіоматичні системи; метагумор: жартувати над способами вираження гумору тощо).

## Оригінальне грецьке значення
У грецькій мові префікс мета- загалом менш езотеричний, ніж в англійській чи інших мовах; Грецьке мета- еквівалентно латинським словам post- або ad- . Використання префікса в цьому значенні іноді зустрічається в наукових термінах, які походять від грецької. Наприклад, термін Metatheria (назва клади сумчастих ссавців) використовує префікс meta- у значенні того, що Metatheria виникає на дереві життя поруч із Theria (плацентарними ссавцями).